# Лауренцана
Лауренцана (італ. Laurenzana) — муніципалітет в Італії, у регіоні Базиліката, провінція Потенца.
Лауренцана розташована на відстані близько 340 км на південний схід від Рима, 25 км на південний схід від Потенци.
Населення — 1857 осіб (2014).

## Демографія
Населення за роками:

Станом на 1 січня 2023 року в муніципалітеті офіційно проживали 22 іноземці з 7 країн, серед них 13 громадян країн Євросоюзу.

## Сусідні муніципалітети
- Анці
- Кальвелло
- Кастельмеццано
- Корлето-Пертікара
- П'єтрапертоза
- Віджано